# Anopheles melanoon
Anopheles melanoon är en tvåvingeart som beskrevs av Hackett 1934. Anopheles melanoon ingår i släktet Anopheles och familjen stickmyggor. Inga underarter finns listade i Catalogue of Life.